# Grzegorz Oliwa
Grzegorz Adam Oliwa (ur. 1970) – polski dyrygent, profesor sztuk muzycznych.

## Życiorys
W 1997 r. ukończył studia sztuki w Akademii Muzycznej w Krakowie, w 2008 r. habilitował się. W 2014 r. uzyskał tytuł profesora sztuk muzycznych.
Został pracownikiem naukowym na Uniwersytecie Rzeszowskim i w Państwowej Wyższej Szkole Zawodowej im. Jana Grodka w Sanoku.